# Aniba canelilla
Aniba canelilla är en lagerväxtart som först beskrevs av H.M., och fick sitt nu gällande namn av Carl Christian Mez. Aniba canelilla ingår i släktet Aniba och familjen lagerväxter. Inga underarter finns listade i Catalogue of Life.